# Villen Hölderlinstraße 4/8 (Radebeul)
Die Villen in der Hölderlinstraße 4 und 8 liegen im Ursprungsstadtteil der sächsischen Stadt Radebeul. Sie wurden, beide vom gleichen Bautyp, in den Jahren 1890/1891 (Nr. 4) beziehungsweise 1891/1892 (Nr. 8) durch die Bauunternehmer Gebrüder Ziller in der von ihnen selbst erschlossenen Moritzstraße, benannt nach Moritz Ziller als älterem Bruder, errichtet. Das Wohnhaus in der Hölderlinstraße 4 war der Ruhesitz des siamesischen Hoffotografen Gustav Richard Lambert. Sein Sohn, der Psychotherapeut Fritz Lambert, gründete 1930 in seinem Elternhaus das Lambert-Coué-Institut, das als Lambert-Coué-Gesellschaft 1933 in das Vereinsregister eingetragen wurde. Diese wurde 1935 in das Haus Lambert in der Weberstraße 6 verlegt.

## Beschreibung

### Hölderlinstraße 4

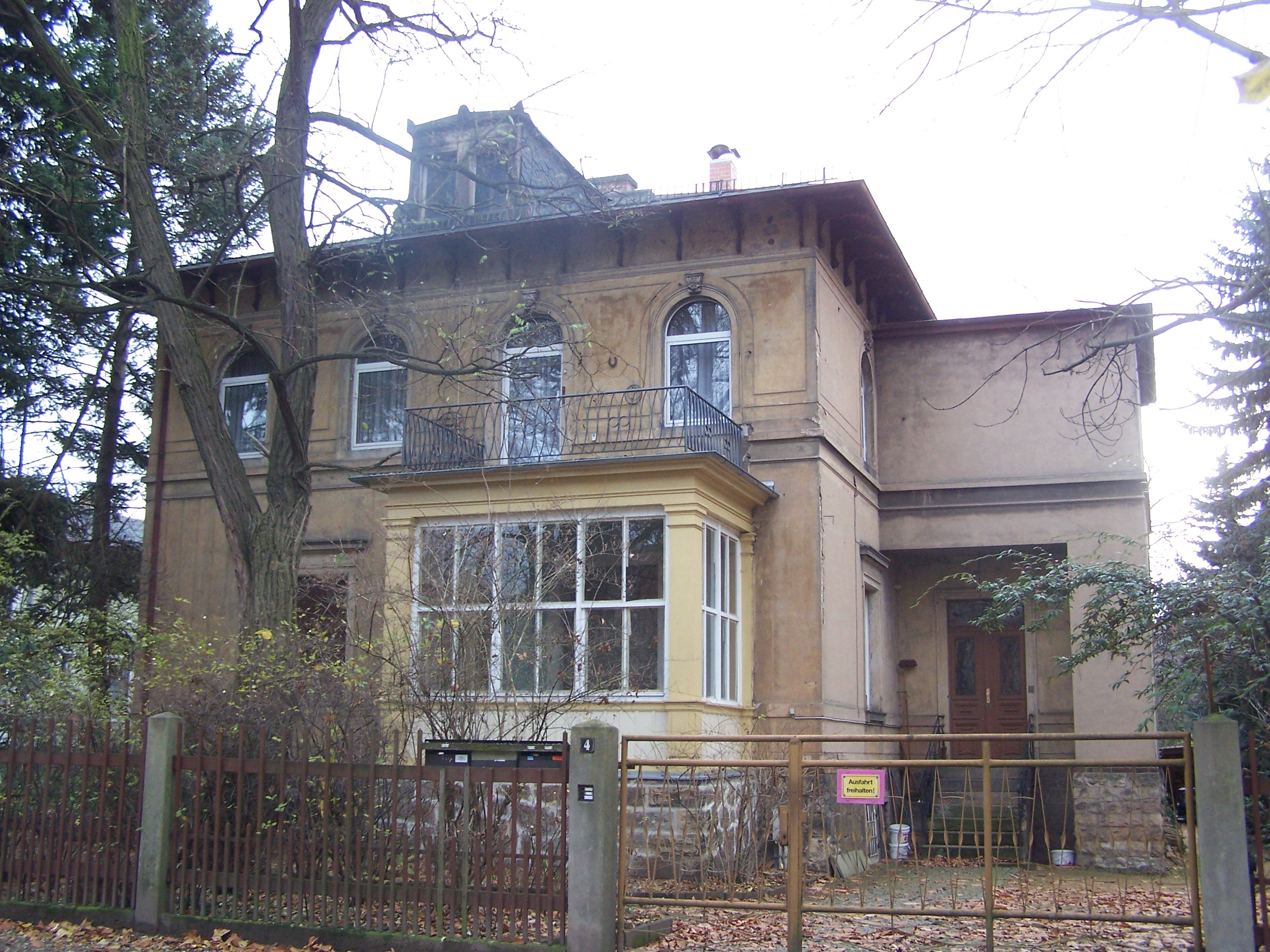
Villa Hölderlinstraße 4

Die zweigeschossige, mit Einfriedung unter Denkmalschutz stehende landhausartige Villa Hölderlinstraße 4 (Lage) ist in „spätklassizistisch anmutender Neurenaissance“ stilisiert. Der Gebäudetyp und die qualitätvolle Fassade entsprechen der Villa  Dr.-Schmincke-Allee 16. Das Gebäude steht auf einem Polygonalmauerwerks-Sockel. Die vier Fensterachsen breite Straßenansicht hat auf der rechten Seite einen eingeschossigen Verandavorbau mit einem Austritt obenauf, dieser durch ein inzwischen vereinfachtes Gitter gesichert. Die Erdgeschossfenster sind rechteckig mit Verdachungen, die Obergeschossfenster sind rundbogig mit einem Schlussstein. Obenauf sitzt ein flaches, abgeplattetes Walmdach, dessen Plattform ehemals durch ein Gitter umschlossen war. Zur Straßenfront trägt das Dach mittig eine Lukarne.
Auf der Rückseite des Putzbaus mit reichhaltiger Putz- und Sandsteingliederung steht ein zweigeschossiger Seitenflügel mit einem Flachdach. In der rechten Seitenansicht steht ein Eingangsvorbau, der 1934 nachträglich aufgestockt wurde. Unter dem weiten Dachüberstand, der von geschnitzten Konsolen gestützt wird, sind Reste der ursprünglichen ornamentalen Drempelmalerei erhalten.
Die Einfriedung besteht aus Holzzaunfeldern zwischen einfachen Pfeilern.

### Hölderlinstraße 8

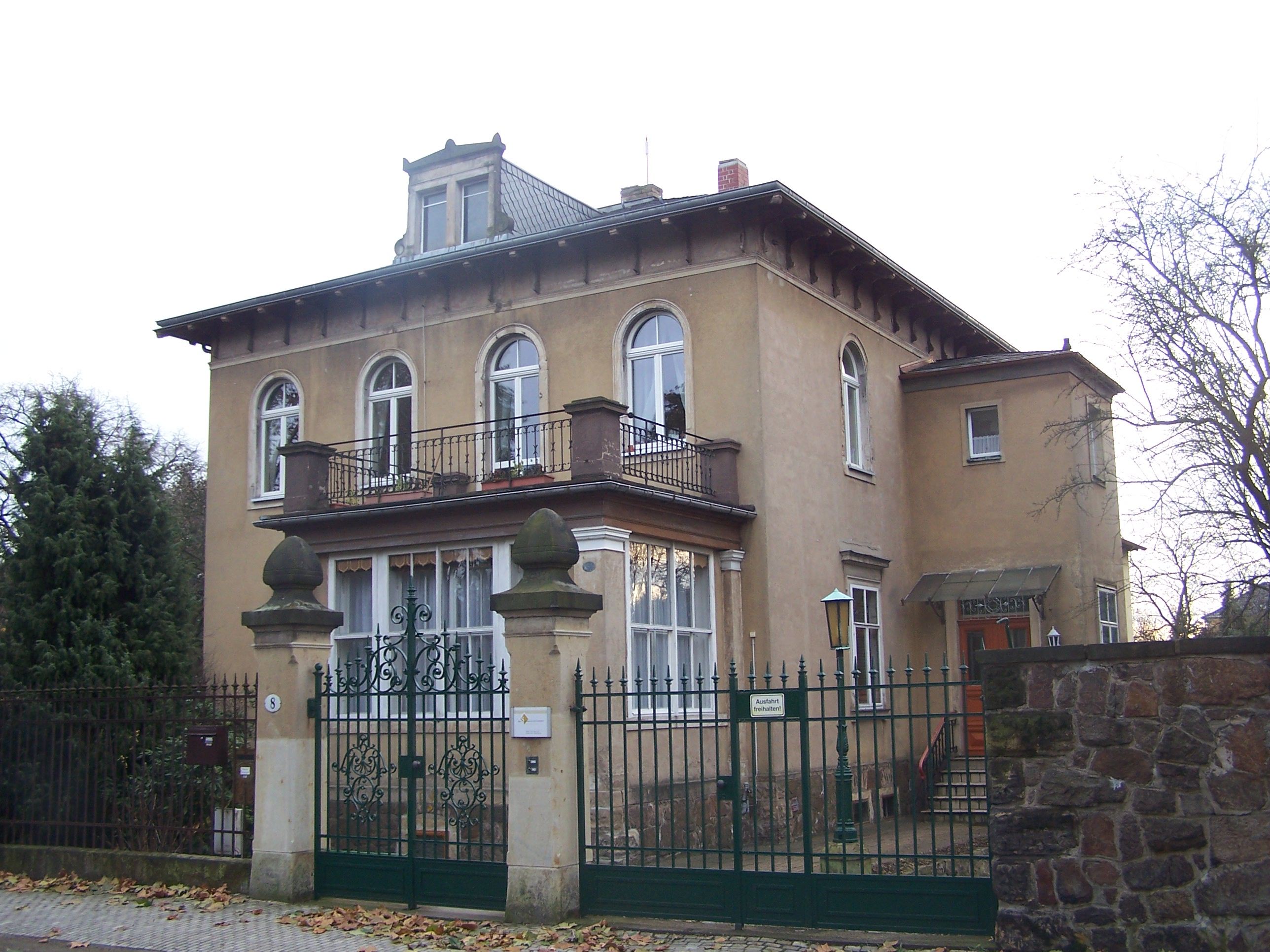
Villa Hölderlinstraße 8

Die zweigeschossige, zusammen mit ihrer Einfriedung und der Toreinfahrt unter Denkmalschutz stehende landhausartige Villa Hölderlinstraße 8 (Lage) entspricht dem Nachbargebäude Hölderlinstraße 4, jedoch wurde die ehemals qualitätvolle Fassade inzwischen reduziert. Der Austritt auf dem Verandavorbau wird noch durch inzwischen vereinfachte Gitter zwischen den ursprünglichen Eckpfeilern gesichert. Der Eingangsvorbau in der rechten Seitenansicht wurde ebenfalls nachträglich, wenn auch anders, aufgestockt. Unter dem weiten Dachüberstand, der von geschnitzten Konsolen gestützt wird, sind gleichfalls Reste der ursprünglichen ornamentalen Drempelmalerei erhalten.
Die jüngere Einfriedung besteht aus Lanzettzaunfeldern, die Gitterflügel des Eingangstors haben einen aufwendigen, barockisierenden Aufsatz sowie zwei Initialen EG und sitzen zwischen Sandsteinpfeilern mit Anklängen an den Jugendstil. Auf dem Anwesen stehen eine Vase und eine Gartenplastik.